# Johnny Unser
John William "Johnny" Unser (Long Beach, 22 de outubro de 1958) é um ex-piloto norte-americano de automobilismo.
É filho de Jerry Unser, que também era piloto, e faleceu em um acidente quando Johnny tinha apenas sete meses de idade. Ele ainda é sobrinho de Al e Bobby Unser, enquanto que Robby e Al Unser, Jr. são seus primos.

## Carreira

### CART
Johnny Unser disputou apenas duas temporadas da extinta CART (futura Champ Car), entre 1993 e 1994, pela equipe Dale Coyne. Seu melhor resultado em cinco provas (esteve presente em oito, falhando a classificação em três) foi um 15º lugar conquistado em sua última corrida, em Vancouver.

### IRL
Aos 37 anos, Johnny fez sua estreia pela recém-criada Indy Racing League (mais tarde, IndyCar Series) em 1996, pela equipe Project Indy. Em 16 corridas (largou em 15), o melhor resultado de sua carreira foi um nono lugar em Phoenix.
Encerrou sua carreira em 2000, após participar das 500 Milhas de Indianápolis com a equipe Indy Regency, largando em trigésimo e chegando em 22º (e último) lugar na corrida.

## Após a aposentadoria
Em janeiro de 2008, Johnny Unser foi escolhido como novo diretor de provas da Champ Car Atlantic Championship
Também exerce a função de piloto-instrutor do programa "Road to Indy" e de porta-voz da Cooper Tire.

## Links
- Estatísticas de Johnny Unser - ChampCarStats.com (em inglês)